# St. Christophorus (Frankfurt am Main)

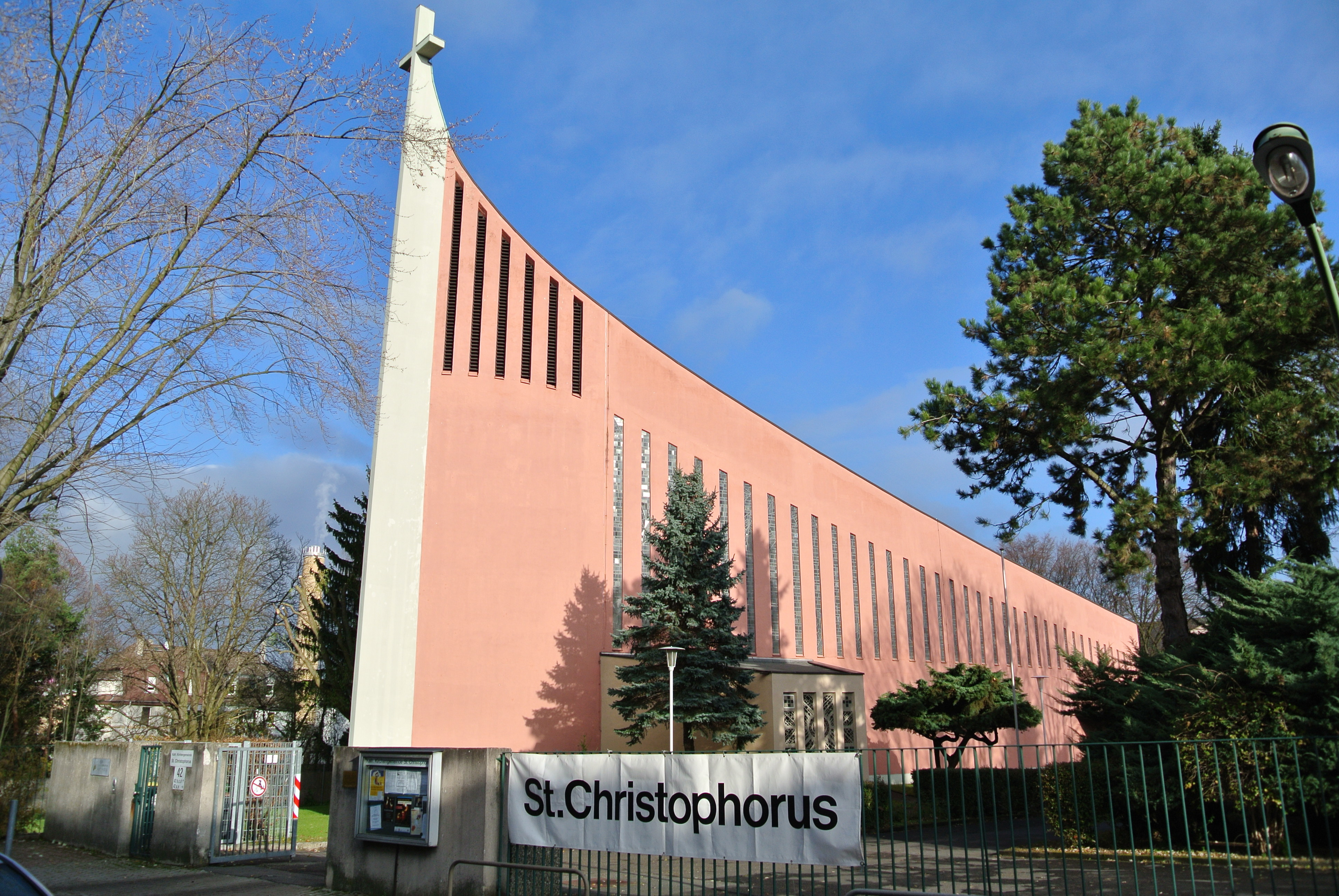
Die katholische Kirche St. Christophorus in Frankfurt-Preungesheim

Die römisch-katholische Filialkirche St. Christophorus ist ein im Stil der Moderne errichtetes Kirchengebäude in Preungesheim, einem Stadtteil der südhessischen Metropole Frankfurt am Main. Aufgrund ihrer Form, die einem Schiffsbug ähnelt, wird die Kirche im Volksmund auch „Schiffskirche“ genannt. Das Gotteshaus ist einer von sechs Kirchorten der Pfarrei neuen Typs „St. Franziskus Frankfurt am Main“, die zur Region Frankfurt im Bistum Limburg gehört.

## Geschichte
Die Kirchengemeinde St. Christophorus wurde am 21. November 1959 als Filialgemeinde gegründet. Da Preungesheim zum Zeitpunkt der Gemeindeerrichtung noch nicht über ein katholisches Kirchengebäude verfügte, beauftragte die Gemeinde den Architekten Harald Greiner mit der Planung eines Kirchenneubaus. Die Bauarbeiten wurden 1961 aufgenommen und dauerten bis ins Folgejahr an. Am 9. Juni 1962 konnte das neue Gotteshaus geweiht und dem Patrozinium des Heiligen Christophorus anvertraut werden.
In den ersten Jahren nach Fertigstellung der Christophoruskirche erlangte auch die Kirchengemeinde ihre Selbstständigkeit: Am 1. Februar 1963 wurde die Filialgemeinde zur Pfarrvikarie ernannt, bevor sie am 15. Juli 1969 zur eigenständigen Pfarrgemeinde erhoben wurde. Seit 2015 hat St. Christophorus wieder den Status einer Filialgemeinde innerhalb der neu gegründeten Großpfarrei „St. Franziskus Frankfurt am Main“ inne.
Aufgrund sinkender Mitgliederzahlen, einer abnehmenden Anzahl an Gottesdienstbesuchern und des schlechten baulichen Zustands der Kirche St. Christophorus plant die Pfarrei St. Franziskus, das Kirchengelände zu verkaufen und den Abriss sämtlicher Gebäude einschließlich der Kirche dafür in Kauf zu nehmen. In den vergangenen Jahren standen mehrere Vorschläge zur Diskussion, die vom Einbau der Gemeinderäume ins Kirchengebäude („Haus-in-Haus“-/„Arche“-Konzept) über die Nutzung der Kirche als Aula oder Mensa einer neu zu errichtenden Grundschule bis hin zum vollständigen Abriss der Kirche zugunsten eines Seniorenheims reichen. Eine endgültige Entscheidung über die Zukunft von St. Christophorus steht derzeit noch aus.

## Orgel
Die heutige Orgel der Christophoruskirche wurde 2013 angeschafft. Sie ersetzte ein älteres Instrument von 1978.

## Glocken
Das Geläut von St. Christophorus besteht aus vier Glocken, die 1992 und 1996 von der Glockengießerei Petit & Gebr. Edelbrock im münsterländischen Gescher gegossen wurden. Es ist klanglich auf das Glockengeläut der nahegelegenen evangelischen Festeburgkirche abgestimmt. Beim gleichzeitigen Läuten aller Glocken erklingt das „Westminster-Motiv“.
| Glockenname   | Tonlage | Gussjahr | Gewicht | Durchmesser | Inschrift                                                                                          |
| ------------- | ------- | -------- | ------- | ----------- | -------------------------------------------------------------------------------------------------- |
| Christophorus | es¹-6   | 1992     | 1338 kg | 1296 mm     | „Hl. Christophorus, schütze uns, segne uns durch deine Fürsprache“                                 |
| Jesus         | as¹-4   | 1996     | 0539 kg | 0958 mm     | „Jesus, erbarme dich unser“ „Gespendet von den Eheleuten Paul und Anna Greger; Frankfurt a. M.“    |
| Maria         | b¹-4    | 1996     | 0402 kg | 0870 mm     | „Mutter Gottes, bitte für uns“ „Gespendet von den Eheleuten Paul und Anna Greger; Frankfurt a. M.“ |
| Josef         | c²-4    | 1996     | 0321 kg | 0800 mm     | „Hl. Josef, schütze uns“ „Gespendet von den Eheleuten Paul und Anna Greger; Frankfurt a. M.“       |